# Torrent Mal (Solsonès)
El Torrent Mal és un afluent per l'esquerra de la Riera de Gargallà que neix al terme municipal de Montmajor (Berguedà) però transcorre en la seva major part pel terme municipal de Navès (Solsonès).

## Termes municipals per on transcorre
Des del seu naixement, el Torrent Mal passa successivament pels següents termes municipals.

## Xarxa hidrogràfica
La xarxa hidrogràfica del Torrent Mal està integrada per un total d'11 cursos fluvials. D'aquests, 5 són subsidiaris de 1r nivell, 3 de 2n nivell i 2 ho són de 3r nivell.
La totalitat de la xarxa suma una longitud d'11.815 m. dels quals 7.177 (60,7%) transcorren pel terme municipal de Navès i els restants 4.638 (39,3%) ho fan pel de Montmajor